# Веддер, Дэвид
Дэвид Веддер (англ. David Vedder, родился 21 июля 1964) — американский боксёр-профессионал, выступающий в супертяжелой (Heavyweight) весовой категории. Один из оппонентов Олега Маскаева.
Наилучшая позиция в мировом рейтинге: 237-й.